# Сацюк, Александр Артёмович
Александра Артёмович Сацюк (1896, Судак, Таврическая губерния — 6 августа 1942, Судакский район, Крымская АССР) — советский партийный и хозяйственный деятель, председатель колхоза. Участник Гражданской и Великой Отечественной войн. Командир 1-го партизанского района партизан Крыма, снят с должности в феврале 1942 года за отход отрядов с позиций. Александр Артёмович, его жена Мария Харитоновна и дочь Ксения сражались в Судакском партизанском отряде и погибли в боях в августе 1942 года. В Судаке именем семьи Сацюк назван переулок, где стоял их дом.

## Биография
Александр Сацюк родился в 1896 году в Судаке в многодетной семье. Участник Гражданской войны в России. В 1918 году стал начальником разведки партизанского отряда, позже командовал ротой. Вернулся в Судак, где организовал колхоз «Заветы Ильича», в 1932-м вступил в ВКП(б). С 15 декабря 1935 года работал председателем колхоза «Новый мир» в Судаке. В 1936 году возглавил местный рыбколхоз «Волна революции».

Семья Сацюк: Александр Артёмович, жена Мария Харитоновна и дочь Ксения

С подходом немцев к Крыму обком начал организацию партизанского движения. Кандидатов в командиры обсуждали на заседании Крымского обкома ВКП(б) 30 октября 1941 года.
Назначено командование 1-го партизанского райна:
- Начальник района: Сацюк Александр Артёмович, рождения 1896 г., член ВКП(б) с 1932 г., русский, соцпроисхождение из рабочих, соцположение колхозник. С 15 декабря 1935 г. работает председателем колхоза «Новый мир» в Судаке. Дисциплинирован, среди колхозников пользуется авторитетом.
- Военком — Османов Аблязиз, 1909 г. рождения, член ВКП(б) с 1937 г., уроженец Крымской АССР Бахчисарайского р-на деревни Саврютино, соцпроисхождение из крестьян-бедняков, образование среднее. В Красной Армии не служил. В настоящее время секретарь Судакского райкома ВКП(б).
- Начальник штаба — Захаревич Франц Иосифович, 1898 г. рождения, по национальности поляк, чл. ВКП(б) с 1927 г., уроженец Барановичской области с. Дори Еленицкого р-на, соцпроисхождение из крестьян-бедняков, в РККА с 1919 по 1938 г. Окончил в 1928 г. Высшую школу погранвойск. Награждён в 1936 г. орденом Красной Звезды за борьбу с басмачеством. В настоящее время командир истребительного батальона в г. Симферополе[2].

На сборный пункт отрядов 1-го района 4 ноября 1941 года прибыло 571 партизан. При плановой численности каждого отряда 100—120 человек, Судакский отряд состоял из 151. В этом же месяце из лесов района дезертировало 207 человек, в том числе 28 из Судакского отряда. К середине декабря число партизан в районе стабилизировалась на уровне 400, а в Судакском отряде около сотни. В ноябре 1941 года к ним присоединилось более 150 солдат артполка 156-й стрелковой дивизии во главе с командиром дивизиона, старшим лейтенантом Г. Алдаровым, и остатков 297-го полка 184-й стрелковой дивизии погранвойск НКВД под руководством майора А. Панарина. В начале января 1942 года к Судакскому отряду примкнуло около трех десятков бойцов рассеянного противником ново-светского десанта.

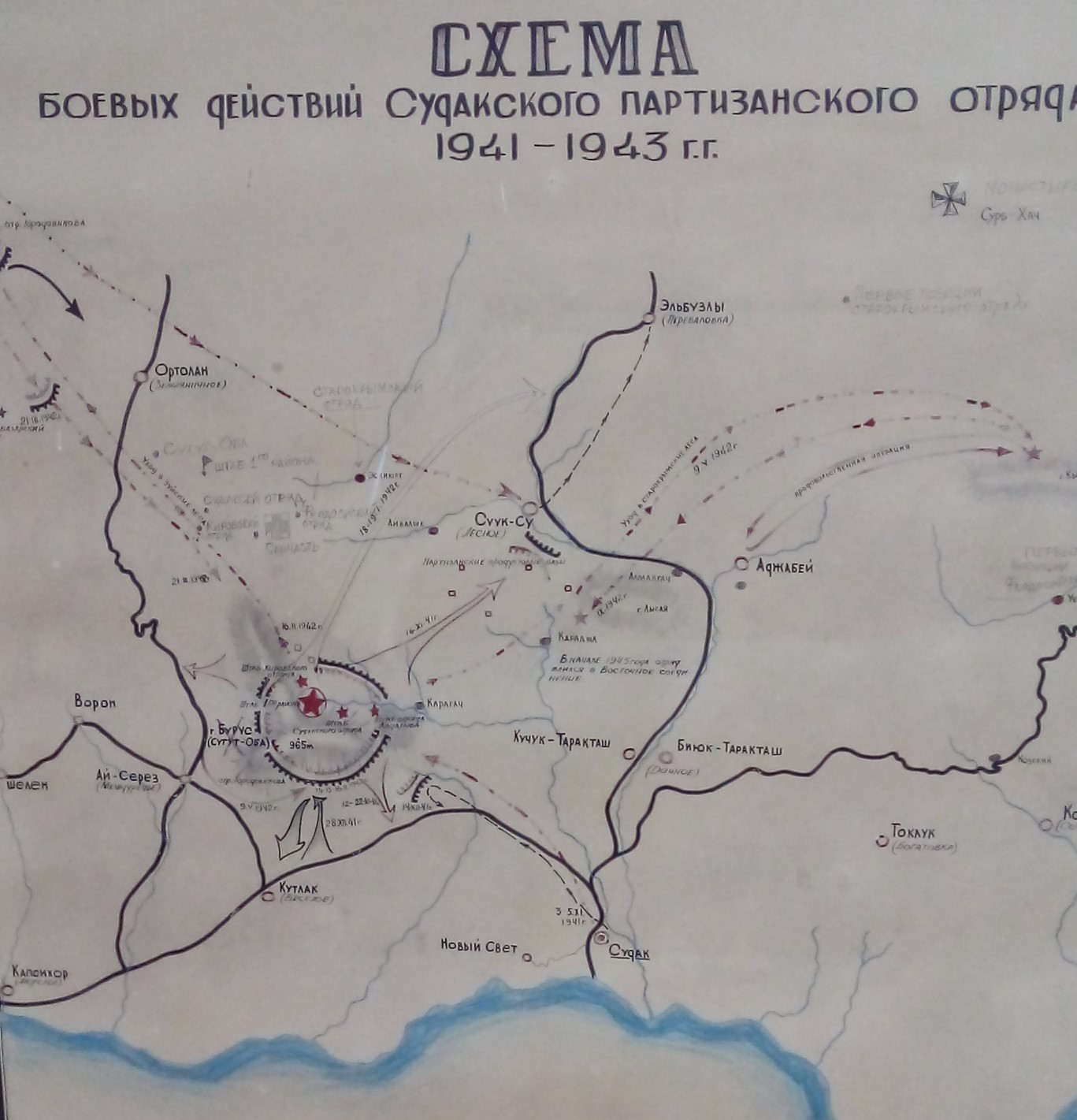
Схема действий Судакского отряда, Судакский городской исторический музей ГБУК РК "Музей-заповедник "Судакская крепость"

4 ноября 1941 года Судакский, Феодосийский, Старокрымский и Кировский отряды 1-го партизанского района заняли позиции в судакских и старокрымских лесах. При первых столкновениях с немецко-румынскими войсками три отряда не смогли удержать позиции и с различной степенью людских потерь и продовольственных запасов вынуждено перебрались в зону действия Судакского отряда. Он обосновался на восточных отрогах горы Бурус (высота Сугут-Оба, 955 м). Тут же располагался штаб 1-го партизанского района. Плотно опекаемый Сацюком Судакский отряд (командир Э. Юсуфов и комиссар А. Измайлов) был единственным, которому удалось защитить от карателей и местных мародеров, находящуюся в глубине судакских лесов, свою базу и её материальные ресурсы. За полтора месяца 404 партизана района провели 18 боевых операций, что отражено в докладной записке командования 1-го района от 8 января 1942-го секретарю Крымского обкома ВКП(б) В. С. Булатову.
14 февраля 1942 года состояла бой на Бурусе. Противник начал карательную операцию против партизан А. А. Сацюка и комиссара Михаила Вялкова, прорвавшихся к ним остатков бойцов Судакского десанта майора Н. Г. Селихова. Противник численностью до 1500 человек, в три раза превосходил партизан и десантников, имел артиллерию и миномёты. Защитники Буруса двое суток удерживали позиции, ежедневно отражая до 15 атак, неся ощутимые потери. В Судакском отряде погибла треть состава, было множество раненых. Майор Селихов предложил отступить сохранив боевую силу «все погибнут — сопротивляться фашистам будет некому», Сацюку тяжело далось это решение «отступать некуда, мы не можем оставлять свою базу, свою территорию».

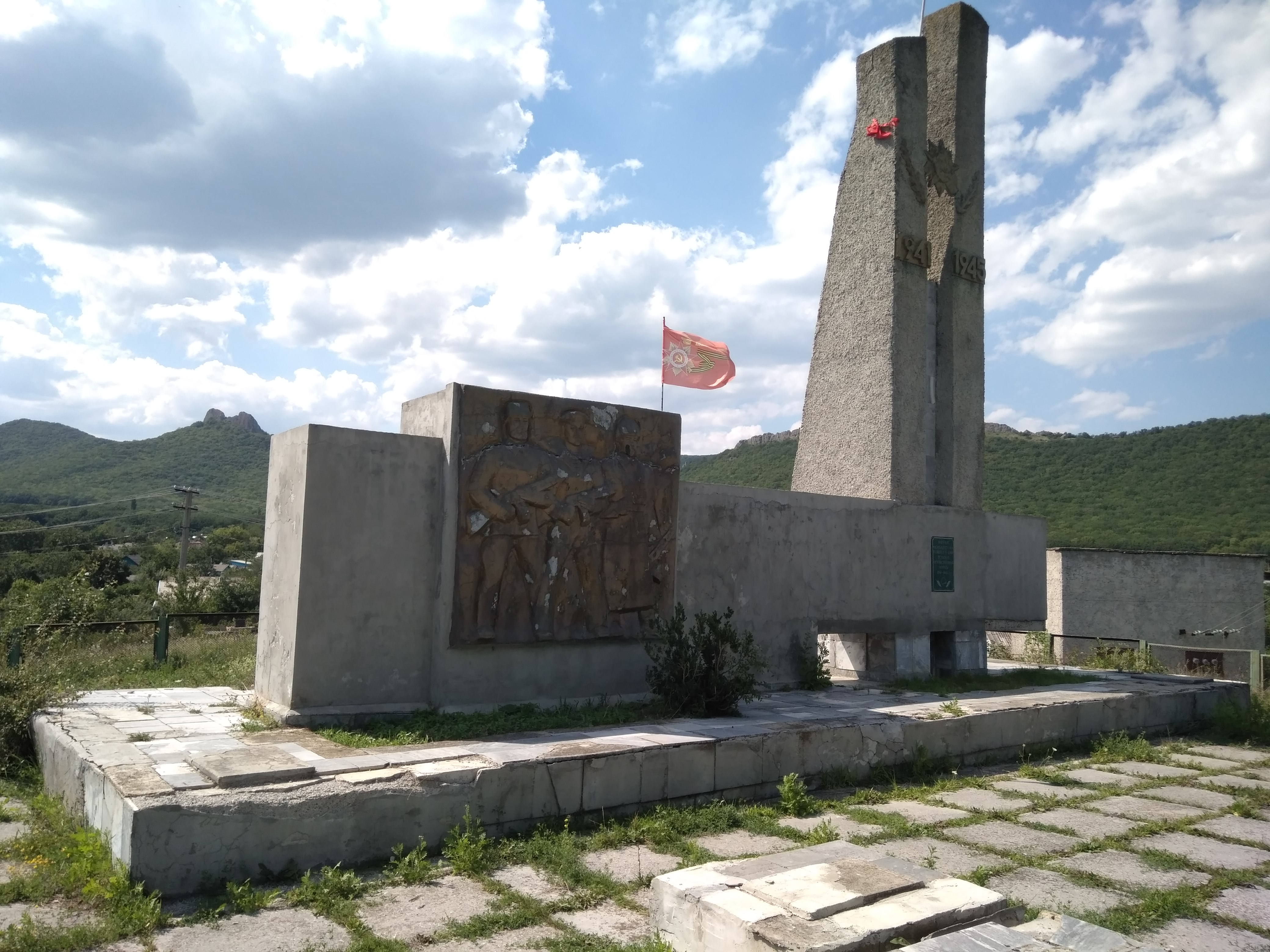
Братская могила советских воинов в селе Лесном, место перезахоронения Сацюка по данным ОБД Память народа. По данным краеведов место захоронения неизвестно.

Отступили на восток, на территорию отрядов соседнего 2-го партизанского района. Прикрывая отход военных, Сацюк уходил в последних рядах своего подразделения. Около 200 партизан направились в Джанкойский отряд, значительная группа — на базу Красноармейского отряда № 15 подполковника Б. Б. Городовикова, сформированного из бойцов 71-го полка 48-й отдельной кавалерийской дивизии. Руководящий состав 1-го района с бойцами Селихова двинулся в расположение штаба 2-го района, командиром которого был старый партизан, член партии большевиков с 1918 года, до войны завторготделом Крымсовета общества «Динамо» И. Г. Генов. Рядом находился, перебравшийся сюда, в первых числах февраля, из леса Крымского государственного заповедника, штаб командующего партизанскими отрядами Крыма А. В. Мокроусова. Командованием крымских партизан Александр Сацюк и Михаил Вялков за оставление позиций были отстранены от должностей. Александр Сацюк стал рядовым бойцом Судакского отряда. Его жена была поваром, дочь — медсестрой. Они погибли в августе 1942 года (по другим данным в феврале 1942 года) во время очередного прочёса. Ксения, попав в окружение, уничтожила несколько врагов и застрелилась. Схваченную Марию Харитоновну фашисты двое суток пытали в судакском гестапо, потом перевели в Феодосию. Дочь Зинаида позднее узнала, что патриотку затравили овчарками.

Александр Артёмович пал смертью храбрых 6 августа 1942-го, вслед за младшей дочерью, в бою далеко за пределами базовых стоянок 1-го района.

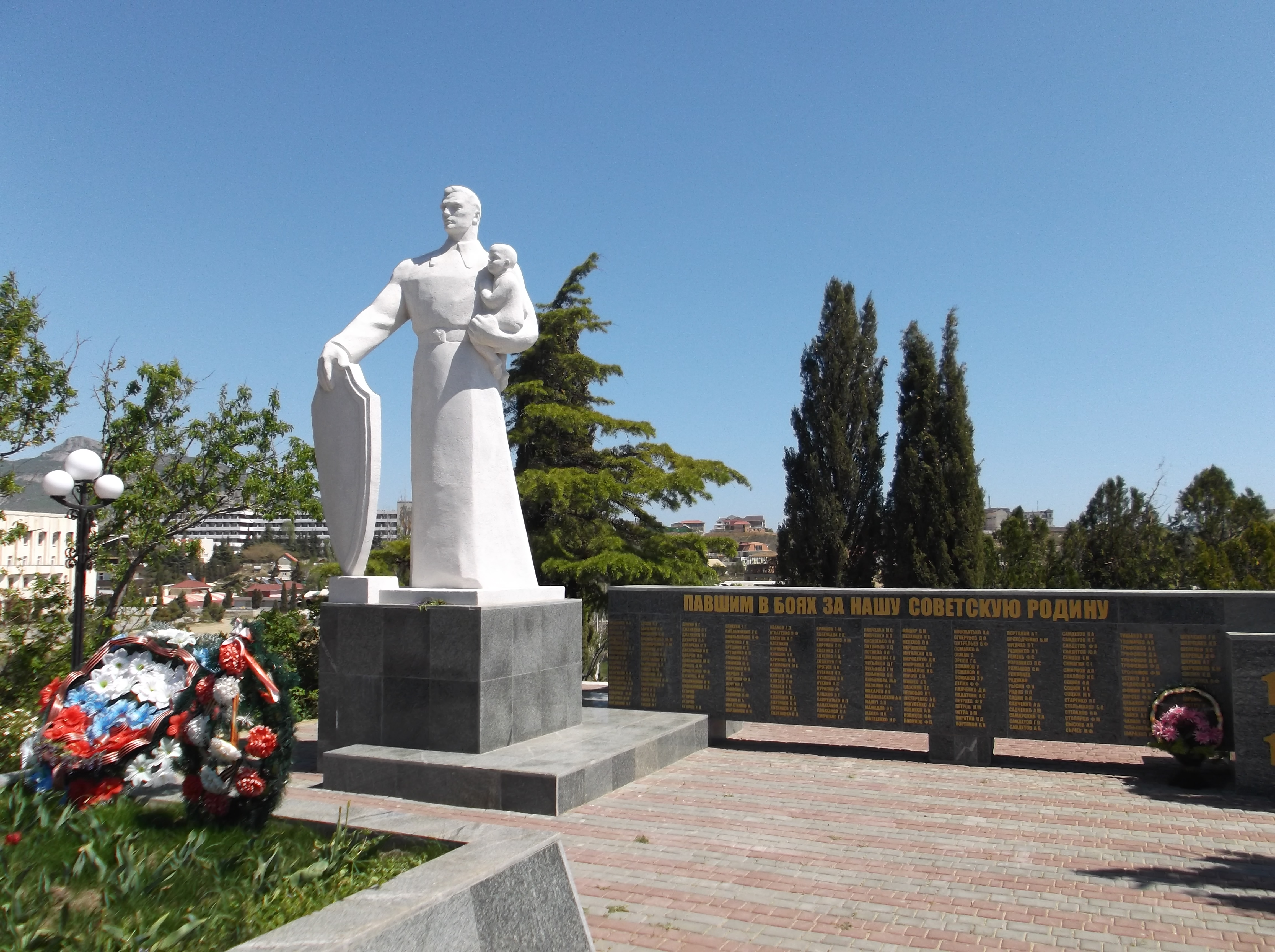
Мемориал на Холме славы в Судаке с фамилиями членов семьи Сацюк

После войны перезахоронен в центре села Лесное, Судакский район, захоронение № 83506186.

## Семья
- жена — Мария Харитоновна, замучена в феодосийском гестапо.
- дочь — Зинаида
- сын — Дмитрий
- дочь — Ксения, приняла бой и застрелилась последним патроном[1].

## Память
Указом Президиума Верховного Совета УССР 27 марта 1968 года партизанская семья Сацюк посмертно была награждена медалью «За отвагу».
Переулок в Судаке, в котором расположен дом, построенный в молодости Александром, назван именем семьи Сацюк.
На мемориале на судакском Холме Славы, в списке погибших в Великую Отечественную земляков, есть фамилия Сацюк .